# Oie des moissons

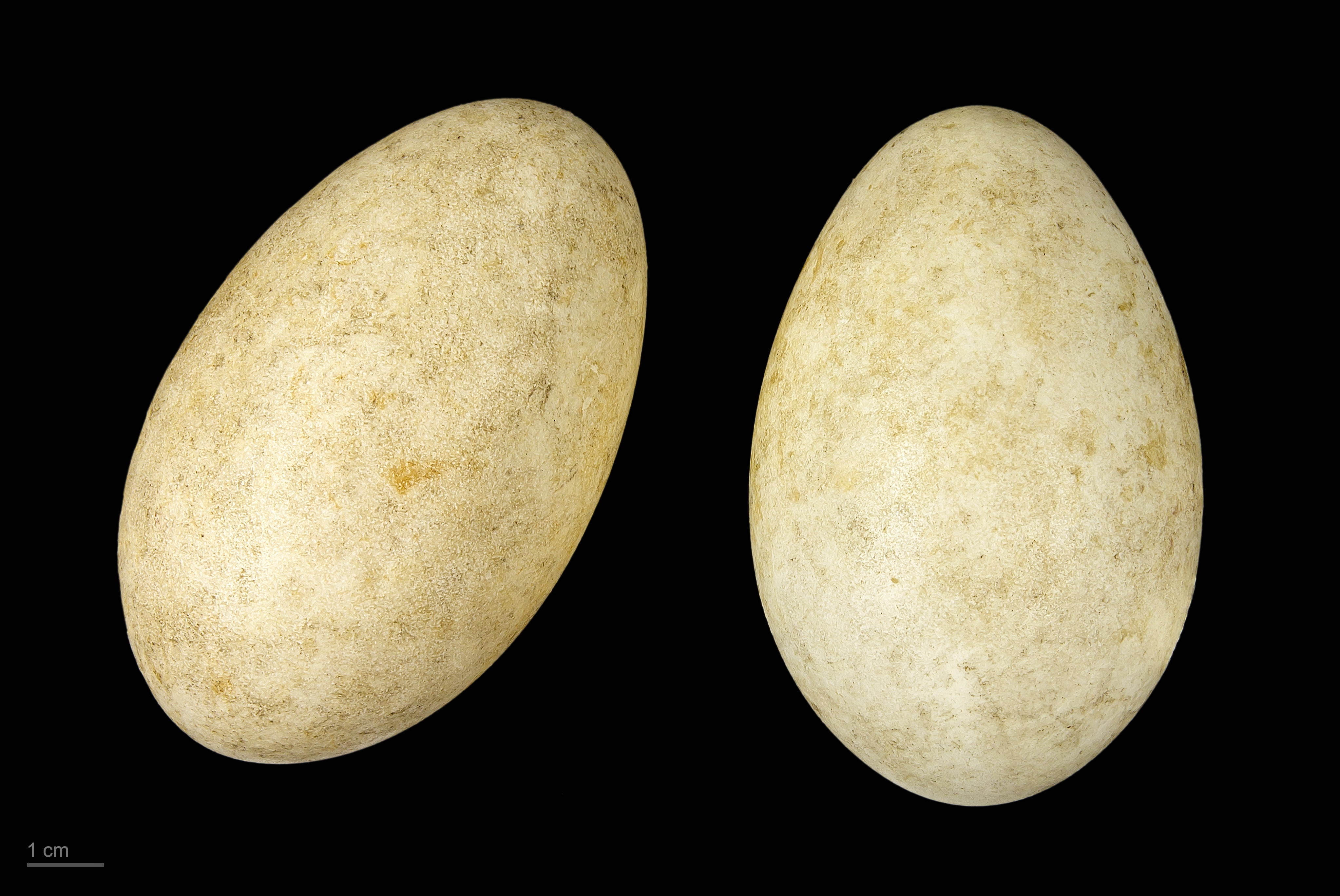
Anser fabalis - MHNT

Anser fabalis
Espèce
Statut de conservation UICN

 LC  : Préoccupation mineure
Sous-espèces de rang inférieur
- Anser fabalis brachyrhynchus
- Anser fabalis sibiricus

L'Oie des moissons (Anser fabalis) est une espèce de palmipèdes appartenant à la famille des Anatidae et à la sous-famille des Anserinae. Elle a récemment été séparée de l'Oie de la toundra (Anser serrirostris) précédemment considérée comme une sous-espèce.

## Description
Cette oie mesure entre 66 et 88 cm de longueur, 140 à 174 cm d'envergure et pèse de 1,7 à 4 kg selon les sous-espèces. Le plumage est essentiellement gris avec un bec noir et orange et des pattes orange. La tête est beaucoup plus foncée que le reste du corps.

## Habitat
Cette espèce fréquente les marais de la toundra et la taïga.

## Distribution
Cet oiseau niche de la Norvège jusqu'au Kamtchatka. Elle hiverne principalement en Europe occidentale, en Chine et au Japon.

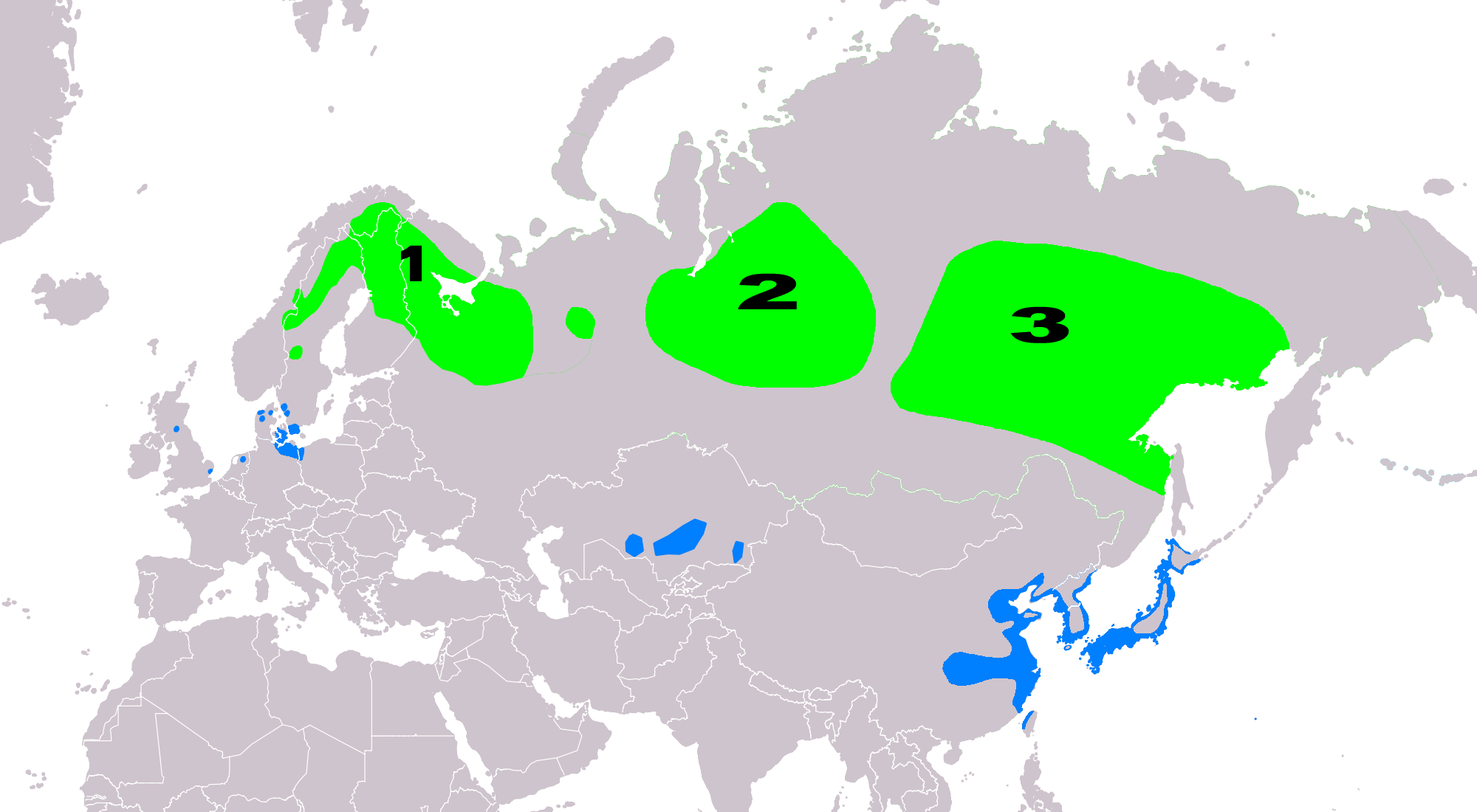

La reproduction débute dès le mois de mai, les oiseaux quittant leurs quartiers d'été au mois de septembre. L'oie des moissons passe peu de temps sur l'eau, préférant se nourrir à terre dans les champs de céréales. C'est un oiseau prudent et craintif moins grégaire que les autres espèces d'oies.

## Populations
L'oie des moissons a une population comprise entre 800 000 et 840 000 individus, l'espèce n'est pas menacée.

## Alimentation
Mange l'herbe courte, glane grains et racines dans les éteules ou les labours, souvent en des lieux traditionnels exploités depuis des décennies.

## Nidification
Creux du sol garni de duvet et de plumes, près de l'eau, dans la toundra ou la taiga (4-6 œufs/1 ponte/juin).

## Sous-espèces
Selon la classification de référence du Congrès ornithologique international (version 15.1, 2025) :
- Anser fabalis fabalis (Latham, 1787) — niche de la Fennoscandie à l'Oural ;
- Anser fabalis johanseni Delacour, 1951 — niche en Sibérie occidentale;
- Anser fabalis middendorffii Severtzov, 1873 — niche en Sibérie orientale.